# Годишњак Југословенског ваздухопловства
Годишњак Југословенског ваздухопловства излазио је у периоду од 1933. до 1941. године. То је био војни часопис, који је обрађивао разна тактичка, техничка и стручна питања из области ваздухопловства. Часопис је пратио развитак и организацију цивилног-трговачког ваздухопловства, које је било важан фактор како у економији, тако и у политичком погледу једне државе. Имајући у виду и вртоглави развој вздухопловне технике у овом периоду, оно је постало и моћно ратно средство, са којим је шира јавност морала да се упозна. 
Уредник је био машински и ваздухопловни инжењер у Штабу Ваздухопловства Војске Радмило Живковић, а технички уредник био је Душан Лучић ваздухопловни инжењер потпуковник и војни пилот. Издавач је све до 1938. године била Књижарница Светозара Милојевића и Павловића из Београда, а након тога Ваздухопловно издавачко предузеће и књижара Југословенска крила, такође из Београда.  Редакција и администрација налазила се у Београду у улици Жоржа Клеменсоа број 4.

## Претплата
За све официре, војне чиновнике и подофицире како у Ваздухопловству, тако и у свим родовима војске, за цивилно особље, које се налази ван састава ваздухопловства и за све професоре, теничаре-студенте техничког факултета у земљи као и за сво резервно особље, претплта је износила 120 динара за годину, дносно 10 динара за појединачан број. За све остале цена годишње преплате била је 240 динара, односно 20 динара за сваки број појединачно.

## Штампа
Штампу овог часописа вршило је неколико штампарија:
- године 1933. и 1934. штампу је обављао графички институт Народна мисао из Београда
- 1935, 1936. и 1938. године за штампу био задужен Графички уметнички завод Планета, који се налазио у Ускочкој улици број 8 у Београду
- године 1937. часопис је штампала Штампарија Драг. Поповић, која се налазила у улици Луја Бартуа број 3 у Београду
- 1941. часопис је штампала штампарија Минерва у Поп Лукиној улици број 12 у Београду

## Рекламе
Часопис је био богат рекламама, које су се односиле на домаћу и инострану војну и ваздухопловну индустрију.
- Рекламе из часописа „Годишњак Југословенског ваздухопловства”

## Ваздухопловно стручна библиотека
Ваздухопловно стручна библиотека издавала је дела домаћих и страних најеминентнијих ваздухопловних стручњака из свих грана ваздухопловне делатности:
- технике ваздухопловства
- војне копнене и поморске авијације
- цивилне и трговачке авијације
- ваздухопловне медицине
- ваздухопловног права
- пасивне одбране становништва од напада из ваздуха
- једриличарства
- моделарства и других.